# Трамвай у Самарканді
Трамвай у Самарканді - трамвайна мережа у місті Самарканд, Узбекистан.
Перша лінія парового трамваю у Самарканді відкрилася в листопаді 1923 року, вона мала вузьку колію (1000 мм). Проте вже у 1930 році було призупинено трамвайний рух, який поновився 5 вересня 1942. Остаточно паровий трамвай було ліквідовано 1 травня 1947; у той же день почав роботу електричний трамвай з шириною колії 1524 мм. Спочатку лінія мала довжину 9,9 км, згодом її було розширено до 12,6 км. 
Остаточно трамвай в Самарканді закрито 28 серпня 1973. Тоді у місті існував один маршрут: «Залізничний вокзал - Базар».
На початку 1970-х лінію обслуговували трамваї типу KTM/KTP-1 та KTM/KTP-2. 
15 квітня 2017 відбулося відкриття першої лінії відновленого трамваю  «Залізничний вокзал — Сартепа». Режим роботи щодня з 6:00 до 23:00, інтервал 7 хвилин, рухомий склад 8 вагонів Vario LF (з 20, які прибули в місто). На шляху прямування облаштовано 26 суміщених трамвайно-автобусних зупинок.

## Ресурси Інтернету
- tramwaje parowe w Samarkandzie na stronie transit.parovoz.com
- tramwaje elektryczne na stronie transit.parovoz.com